# Авиационные происшествия Аэрофлота 1963 года

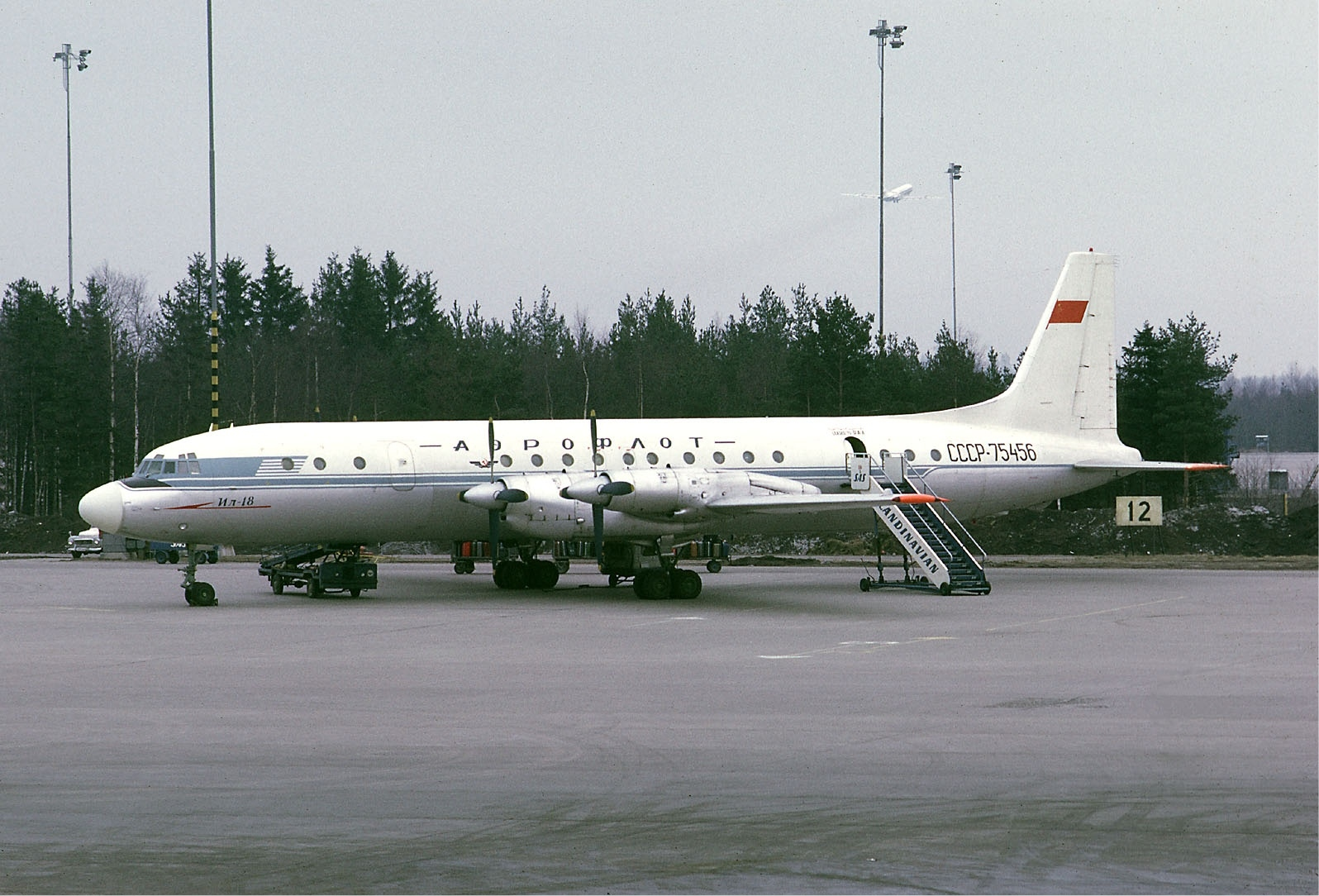
Ил-18 предприятия «Аэрофлот»

Авиационные происшествия и инциденты, включая угоны, произошедшие с воздушными судами Главного управления гражданского воздушного флота при Совете министров СССР («Аэрофлот») в 1963 году.
В этом году крупнейшая катастрофа с воздушными судами предприятия «Аэрофлот» произошла 4 апреля в Татарской АССР близ Казани, когда самолёт Ил-18В следуя на эшелоне 8000 метров по неопределённым причинам перешёл в аварийное снижение, а через несколько минут врезался в землю, так как экипаж не успел его выровнять, в результате чего погибли 67 человек (подробнее…).

## Список
Отмечены происшествия и инциденты, когда воздушное судно было восстановлено.
| Дата                  | Место                                                                          | ВС      | Бортовой номер | Управление          | Жертв | Описание | И      |
| --------------------- | ------------------------------------------------------------------------------ | ------- | -------------- | ------------------- | ----- | --- | ------ |
| 13 января 1963 года   | Хабаровск                                                                      | Ил-28   | 36581          | Дальневосточное     | 0/1   | Нетрезвый механик забравшись в борт 36581 и запустив на нём двигатели стал кататься по аэродрому, заодно сбив два столба освещения, пока не врезался в стоящий борт 36580                                                     | [ 1 ]  |
| 13 января 1963 года   | Хабаровск                                                                      | Ил-28   | 36580          | Дальневосточное     | 0/0   | Нетрезвый механик забравшись в борт 36581 и запустив на нём двигатели стал кататься по аэродрому, заодно сбив два столба освещения, пока не врезался в стоящий борт 36580                                                     | [ 1 ]  |
| 14 января 1963 года   | Тазовский                                                                      | Ли-2    | 71186          | Уральское           | 12/25 | После взлёта ночью в СМУ из-за дезориентации экипажа перешёл в сваливание и упал на лёд реки | [ 2 ]  |
| 14 января 1963 года   | гора Туоннях, 53 км ЗСЗ Сеймчана                                               | Ли-2    | 16194          | Магаданская ОАГ     | 4/4   | После отклонения с трассы оказался над горным районом, где из-за турбулентности потерял высоту и врезался в склон | [ 3 ]  |
| 31 января 1963 года   | Сепасар, 5 км СЗ Гукасяна                                                      | Ан-2П   | 28900          | Армянская ОАГ       | 13/13 | По неустановленным причинам вошёл в штопор и упал на землю | [ 4 ]  |
| 1 февраля 1963 года   | Кировоград                                                                     | Ли-2    | 71229          | Кировоградская ШВЛП | 4/11  | Столкновение с деревьями при заходе на посадку в СМУ из-за ошибок пилота-инструктора | [ 5 ]  |
| 8 февраля 1963 года   | Верхняя Максаковка, 10 км В Сыктывкара                                         | Ан-10А  | 11193          | Сыктывкарская ОАГ   | 7/7   | В тренировочном полёте потерял управление и упал на землю после отказа трёх двигателей из-за, вероятно, обледенения (подробнее…)                                                                                              | [ 6 ]  |
| 26 февраля 1963 года  | залив Шелихова, близ мыса Емлинский                                            | Ил-18В  | 75732          | Полярной авиации    | 10/10 | После пожара в двух двигателях совершил вынужденную посадку на замёрзшее море и затонул; трое уцелевших позже замёрзли на льдинах.                                                                                            | [ 7 ]  |
| 5 марта 1963 года     | Ашхабад                                                                        | Ил-18В  | 75765          | Туркменское         | 12/54 | При заходе на посадку во время пыльной бури потерял высоту и врезался в огни подхода (подробнее…) | [ 8 ]  |
| 12 марта 1963 года    | Ричардсон, 200 км от Молодёжной                                                | Ан-6    | 04342          | Полярной Авиации    | 0/0   | Повреждены ураганом | [ 9 ]  |
| 12 марта 1963 года    | Ричардсон, 200 км от Молодёжной                                                | Ан-6    | 98341          | Полярной Авиации    | 0/0   | Повреждены ураганом | [ 10 ] |
| 1 апреля 1963 года    | Донецк                                                                         | Ли-2    | 63825          | Украинское          | 1/5   | Столкновение с деревьями при учебном заходе на посадку в СМУ из-за уклонения от глиссады | [ 11 ] |
| 2 апреля 1963 года    | Магадан                                                                        | Ан-12   | 11338          | Полярной авиации    | 0/?   | При взлёте с заснеженного аэродрома из-за ошибки экипажа выкатился за боковые пределы ВПП и разрушился | [ 12 ] |
| 4 апреля 1963 года    | Пестречинский район, 3,5 км ЮЗ Урахчи                                          | Ил-18В  | 75866          | Красноярское        | 67/67 | При аварийном снижении, из-за вероятного отказа двигателя, не успел выйти в горизонтальный полёт и врезался в землю (подробнее…)                                                                                              | [ 13 ] |
| 25 апреля 1963 года   | Вешкаймский район, 2 км В Стемасса                                             | Як-12М  | 72712          | Приволжское         | 2/2   | Столкновение с ЛЭП в тумане при полёте на малой высоте | [ 14 ] |
| 1 мая 1963 года       | Луганск, Советская площадь                                                     | Ми-1М   | 68059          | Украинское          | 0/2   | При разбрасывании листовок опустился до опасно малой высоты и зацепил опору освещения, после чего упал на улицу | [ 15 ] |
| 18 мая 1963 года      | Шоссейное, Ленинград                                                           | Ту-104Б | 42483          | Северное            | 0/2   | Посадка за 1,5 км до ВПП из-за ошибок во взаимодействии экипажа (подробнее…) | [ 16 ] |
| 21 мая 1963 года      | Чукотский АО, 54 км от Залива Лаврентия                                        | Ми-4    | 28986          | Магаданская ОАГ     | 0/3+  | При полёте в условиях белой мглы из-за несоблюдения экипажем безопасной высоты зацепил землю и опрокинулся | [ 17 ] |
| 9 июня 1963 года      | Ферганская область, 3 км В Куйбышева                                           | Ан-2Т   | 33116          | Узбекское           | 1/2   | При авиационно-химических работах из-за отвлечения пилотов на включение химаппаратуры потерял высоту и врезался в дерево | [ 18 ] |
| 14 июня 1963 года     | Белебеевский район, село Центральной усадьбы племзавода имени Максима Горького | Ан-2Т   | 15986          | Приволжское         | 2/9   | При крутом развороте на малой высоте потерял высоту и врезался в поле; пилоты и пассажиры были пьяны. | [ 19 ] |
| 23 июня 1963 года     | 7 км З Балахты                                                                 | Ан-2Р   | 09154          | Красноярское        | 4/4   | При авиационно-химических работах из-за воздушного хулиганства пьяного экипажа (выполнение «горок» на малой высоте) потерял скорость и врезался в землю                                                                       | [ 20 ] |
| 13 июля 1963 года     | близ Иркутска                                                                  | Ту-104Б | 42492          | Восточно-Сибирское  | 33/35 | При заходе на посадку из-за снижения под глиссаду зацепил опору ОВИ и врезался в землю до ВПП (подробнее…) | [ 21 ] |
| 24 июля 1963 года     | Караганда                                                                      | Ан-2Т   | 43833          | Казахское           | 1/1   | Бывший пилот, будучи в нетрезвом и раздражённом состоянии, угнал пустой самолёт и стал летать над аэродромом, пока при крутом манёвре на малой высоте не потерял скорость, после чего самолёт врезался в перрон и разрушился. | [ 22 ] |
| 27 июля 1963 года     | Глот, 18 км СЗ Кургана                                                         | Як-12М  | 05716          | Уральское           | 1/1   | В полёте разрушилась правая плоскость крыла, повреждённая перед вылетом, когда пилот пытался начать руление с пришвартованным крылом                                                                                          | [ 23 ] |
| 18 августа 1963 года  | Ухта                                                                           | Ми-4А   | 66856          | Сыктывкарская ОАГ   | 1/2   | Упал при заходе на посадку из-за отделения лопасти несущего винта | [ 24 ] |
| 21 августа 1963 года  | Ленинград, река Нева                                                           | Ту-124  | 45021          | Московское          | 0/52  | Вынужденное приводнение после остановки двигателей из-за истощения топлива (подробнее…) | [ 25 ] |
| 24 августа 1963 года  | 7 км С Гегечкори, 32 км СЗ Кутаиси                                             | Avia-14 | 61617          | Грузинское          | 32/32 | Столкновение с горой после отклонения с маршрута и снижения под безопасную высоту (подробнее…) | [ 26 ] |
| 31 августа 1963 года  | 10 км В Шарьи                                                                  | Ли-2    | 65706          | АСПиМВЛ             | 1/8   | В ходе аэрофотосъемки отказал левый двигатель; из-за перегрева в жару правого двигателя самолёт потерял высоту и врезался в лес                                                                                               | [ 27 ] |
| 31 августа 1963 года  | близ Кафана                                                                    | Ан-2Т   | 01154          | Армянская ОАГ       | 1/16  | При пролёте горного района под безопасной высотой экипаж попытался перелететь гору; самолёт потерял скорость и упал на горный склон                                                                                           | [ 28 ] |
| 11 сентября 1963 года | Чукотский АО, 80 км от Анадыря                                                 | Ми-4А   | 31399          | Магаданская ОАГ     | 0/4   | Опрокинулся при вынужденной посадке в тундре после остановки двигателя из-за отказа топливной системы | [ 29 ] |
| 21 сентября 1963 года | Ташкентская область, «Ташкескен», 60 км Ю Бричмуллы                            | Ми-4А   | 31450          | Узбекское           | 4/6   | При уходе на второй круг в горном районе потерял высоту и врезавшись в горный слон упал в ущелье | [ 30 ] |
| 21 сентября 1963 года | Красночикойский район, 2 км от Мензы                                           | Ми-1М   | 68076          | Восточно-Сибирское  | 1/3   | Столкновение с землёй при заходе на посадку из-за воздушного хулиганства нетрезвого пилота | [ 31 ] |
| 8 октября 1963 года   | ЮВ Орловки                                                                     | Як-12М  | 05733          | Киргизская ОАГ      | 3/3   | Столкновение с горой после уклонения с маршрута | [ 32 ] |
| 20 октября 1963 года  | Земля Франца-Иосифа, Греэм-Белл                                                | Ил-14   | 04197          | Полярной авиации    | 7/7   | При полёте в СМУ над морем отклонился вглубь острова и врезался в ледник (подробнее…) | [ 33 ] |
| 3 ноября 1963 года    | ЧИАССР, Урус-Мартановский район, совхоз «Красноармейский»                      | Як-12М  | 62664          | Северо-Кавказское   | 1/1   | При авиационно-химических работах из-за отвлечения пилота столкнулся с ЛЭП | [ 34 ] |
| 10 ноября 1963 года   | Ставрополье, 10 км С Изобильного                                               | Ли-2    | 16139          | Украинское          | 6/6   | Разрушился в воздухе при пролёте грозы | [ 35 ] |
| 10 ноября 1963 года   | Курумоч, Куйбышев                                                              | Ил-18Б  | 75686          | Узбекское           | 0/?   | Подробности неизвестны | [ 36 ] |
| 3 декабря 1963 года   | Певек                                                                          | Ли-2    | 16202          | Магаданская ОАГ     | 0/6   | После взлёта перешёл в сваливание и упал на землю из-за перегруза и недостаточной скорости отрыва | [ 37 ] |
| 7 декабря 1963 года   | Киренск                                                                        | Ан-12Б  | 11347          | Восточно-Сибирское  | 6/6   | После взлёта по неустановленной причине остановились оба левых двигателя; при возврате в аэропорт потерял управление и упал близ аэродрома                                                                                    | [ 38 ] |
| 16 декабря 1963 года  | Парбиг, Бакчарский район                                                       | Ли-2    | 16181          | Западно-Сибирское   | 0/4   | После взлёта перешёл в сваливание и упал на землю из-за малой скорости отрыва | [ 39 ] |
| 27 декабря 1963 года  | Усть-Удинский район, 10 км ЮЗ Подволочного                                     | Ми-1А   | 40335          | Восточно-Сибирское  | 3/3   | При пролёте метели вышел из-под контроля и упал в тайгу; пилот был пьян. | [ 40 ] |

### Комментарии
1. ↑  В источниках указан аэропорт «Смольное», который на самом деле являлся аэродромом местных линий и не был способен принять такие большие самолёты